# Poortader
Een poortader is een ader die zuurstofarm bloed van een orgaan naar een ander orgaan (niet het hart) transporteert. Mensen (en de meeste zoogdieren) hebben twee poortaders:
- De leverpoortader vervoert zuurstofarm, voedingsstofrijk bloed van de darmen, maag, alvleesklier en milt naar de lever.
- De hypofysepoortader vervoert zuurstofarm, hormoonrijk bloed van de hypothalamus naar de voorkwab van de hypofyse (pars anterior of adenohypofyse).

Bij vogels komt nog een derde poortader voor:
- De nierpoortader vervoert bloed dat de nier gepasseerd is weer terug naar de nierslagader, waardoor dit bloed nogmaals gezuiverd wordt en vogels in staat zijn zeer geconcentreerde urine te produceren.